# Molí de la Lloma (Massamagrell)
El Molí de la Lloma o Molí de Dalt, en contraposició al proper Moli de Baix, fou un molí fariner i arrosser situat en el terme municipal de Massamagrell, a la comarca de l'Horta Nord. Es localitza a l'oest de la població entre el poble i el barri de la Magdalena, on es troba el Convent de la Magdalena. Estava alimentat per la séquia de Montcada.
Possiblement d'origen medieval i uns dels molins més antics de l'horta de València, apareix citat com a tal per primera vegada l'any 1625 al pagament d'obres a l'assut.
El seu estat de conservació es acceptable i patit diversos canvis al llarg del temps i la desaparició de gran part de la maquinària. Va estar en ús fins 1945 i posteriorment vinculat com a edifici agrícola i particular.